# James Brooks (pintor)
James Brooks (Saint Louis, 18 de octubre de 1906 - East Hampton, 9 de marzo de 1992) fue un muralista, pintor abstracto y ganador de la Medalla Logan de las Artes estadounidense.

## Biografía
Brooks estudió, entre 1923 y 1926, en la Universidad Metodista del Sur; Instituto de Arte de Dallas y con Martha Simkins. Posteriormente, entre 1927 y 1930, en la Liga de Estudiantes de Arte de Nueva York; clases nocturnas con Kimon Nicolaides y Boardman Robinson. Brooks trabajó como pintor comercial para mantenerse. 
Brooks fue amigo de Jackson Pollock y Lee Krasner en Long Island oriental. Entre 1936 y 1942 participó en el Proyecto de Arte federal (WPA), ejecutando murales: Biblioteca Pública de Queens (demolida), Nueva York; Marine Art Terminal, Aeropuerto LaGuardia, Flight (restaurado en 1980), Nueva York y Oficina de Correos, Little Falls, Nueva Jersey.
En 1947 se casó con la artista Charlotte Park. Se considera que pertenece a la primera generación de pintores del expresionismo abstracto. Brooks estuvo entre los primeros expresionistas abstractos que usaron las manchas como una técnica importante. Según Carter Ratcliff «Su preocupación siempre fue crear accidentes pictóricos, de la clase que permiten que significados personales enterrados se hagan visibles». En sus cuadros de finales de los años 1940, Brooks comenzó a diluir su pintura al óleo para manchas lienzos prácticamente crudos. Estas obras a menudo combinaron caligrafía y formas abstractas. Brooks tuvo su primera exposición individual de pinturas expresionistas abstractas en 1949 en la Galería Peridot de Nueva York.

## Cargos docentes
- 1947-1948: Universidad de Columbia, Nueva York
- 1948-1955: Instituto Pratt
- 1955-1960: Universidad de Yale, New Haven, Connecticut
- 1963: artista residente en la Academia Americana, Roma, Italia
- 1965-1967: New College, Sarasota, FL
- 1966: Miami Beach Art Center, Miami Beach, FL
- 1966-1969: Queens College, NY
- 1971-1972: Universidad de Pensilvania
- 1975: Cooper Union, Nueva York

### Libros
- Marika Herskovic, New York School Abstract Expressionists Artists Choice by Artists, Archivado el 29 de septiembre de 2007 en Wayback Machine. (New York School Press, 2000.) ISBN 0-9677994-0-6
- «James Brooks (1906 -1992): Mounted Policeman (New York Policeman)». Mark Borghi Fine Art Inc. Archivado desde el original el 4 de abril de 2005. Consultado el 8 de junio de 2005.

### Artículo
- Sandler, Irving H. "James Brooks and the abstract inscape", ARTnews (New York: Art Foundation, 1963) OCLC: 54034429